# Burg Heusenberg
Die Burg Heusenberg, auch  Heusenburg oder Hussenburg genannt, ist eine abgegangene Spornburg auf 565 m ü. NHN 1100 Meter östlich des Ortsteils Rot der Gemeinde Burgrieden im Landkreis Biberach in Baden-Württemberg.
Von der im 10. bis 11. Jahrhundert auf einem niedrigen polygonalen Burghügel mit Kernburg, Vorburg und Wallgraben erbauten Burg sind Reste des Walls und des Grabens erhalten. 